# Juan Morano
Juan Morano (Madrid, 5 de diciembre de 1941-León, 4 de mayo de 2018) fue un político español. Aunque madrileño de nacimiento y de origen extremeño, desarrolló toda su carrera política en León, dónde su figura política y personal suscitó tanta adhesión como rechazo a partes iguales, especialmente en la capital.[cita requerida]
Juan Morano por su personalidad controvertida, frecuentemente actuaba al margen de su partido, siendo por ejemplo uno de los pocos políticos del PP que se manifestó abiertamente en contra de la guerra de Irak. Vivía en pleno centro de León, en la plaza de La Inmaculada. Fue amigo personal del locutor de radio Luis del Olmo.

## Carrera política
Juan Morano fue alcalde de León entre 1979 y 1995 (excepto un periodo de dos años debido al denominado Pacto Cívico 1987-1989), siendo miembro de UCD en 1979, presentándose como independiente en 1983 y 1987 y finalmente siendo miembro del Partido Popular (PP) en 1991. Desde 2000 era diputado en el Congreso por la provincia de León.
En las elecciones municipales del 3 de abril de 1979, fue el candidato de UCD a la alcaldía de León que ganó pero sin mayoría suficiente para impedir un pacto del candidato socialista Gregorio Pérez de Lera con los comunistas que daban la alcaldía al candidato socialista, que llegó a gobernar durante tres meses. Se habían detectado irregularidades en varias mesas electorales del barrio de Armunia, siendo esas mesas impugnadas, por lo que se repitieron las elecciones en esas mesas, perdiendo el PCE uno de los concejales que logró, y dando a Juan Morano la mayoría suficiente para gobernar.
En 1983 se presentó como candidato independiente al disolverse UCD, Morano Masa recibe una oferta de Alianza Popular (AP) para incorporarse a sus filas, pero la negativa de su partido a aceptar la inclusión del por entonces primer teniente de alcalde, José Panero, en la lista le llevó a presentarse en solitario. En las elecciones empata a once concejales con el PSOE, y Morano pacta con Alianza Popular (AP), partido al que se afilió posteriormente, y vuelve a ser investido alcalde.
En noviembre de 1986 abandonó Alianza Popular como protesta por el nombramiento de Mario Amilivia como presidente provincial. En 1987 se presentó a las elecciones municipales en una candidatura independiente calificada por él mismo como leonesista, a sabiendas todo el mundo de que es antirregionalista (situación que se manifestó en TVE en un debate público con Mario Onaindia) y reivindicando la autonomía uniprovincial para León, al objeto de quebrar la unidad territorial del País Leonés, con el lema "Solos Podemos" y con la que sacó algo más de 26 000 votos y doce concejales, que resultaron insuficientes para la mayoría absoluta.
El 30 de junio de 1987 fue apeado de la alcaldía de León por lo que se denominó por entonces Pacto Cívico que fue un pacto entre PSOE (9 concejales), Alianza Popular (4 concejales) y el CDS (2 concejales), para desbancar a Juan Morano Masa, y que daba la alcaldía al candidato de Alianza Popular José Luis Díaz-Villarig.
Algo que alcanzó repercusión en toda España, ya que León sería la única capital de provincia donde los, por entonces, tres partidos mayoritarios "pactan" para gobernar un ayuntamiento. En 1989, de la mano de Manuel Fraga Iribarne, se integra en el Partido Popular y nuevamente es investido como alcalde en el mes de octubre.
En 1991, ya si el subterfugio inventado del provincialismo, se presenta como candidato a alcalde con el Partido Popular. Algunos de sus concejales como José María Rodríguez de Francisco, (Pelines) no siguen su camino y, parece según algunas opiniones de común acuerdo, se integran en el Partido de Unión Leonesista, al que rebautizan como Unión del Pueblo Leonés. En dichas elecciones gana el PP ampliamente pero sin mayoría absoluta, por lo que gobierna en solitario con apoyos puntuales, siempre dispuestos, de Rodríguez de Francisco.
En 1995, no repite como alcalde, principalmente debido a sus presuntas malas relaciones con el aparato del Partido Popular de Castilla y León, y se designa por el PP a Mario Amilivia, que por entonces esgrimía su viceralidad contra la autonomía del País Leonés, como candidato popular a la alcaldía de León.
Desde 2000 hasta julio de 2012 fue diputado en el congreso del Partido Popular por la provincia de León, siendo cabeza de lista por León al Congreso en las elecciones generales de marzo de 2004, en las que fue ampliamente derrotado por la candidatura del PSOE encabezada por José Antonio Alonso. Es de nuevamente confirmado como cabeza de lista por León en las elecciones de marzo de 2008 y, aunque elegido diputado, es nuevamente derrotado por José Antonio Alonso por un margen de 18 000 votos.
En 2012 Juan Morano había solicitado su baja como militante del PP tras la petición del mismo a que renunciara a su escaño de senador. Abandonó el Grupo Parlamentario Popular de la Cámara Alta, de modo que pasó a formar parte del Mixto, después de desmarcarse de la postura del partido en el conflicto de la minería al votar a favor de las enmiendas a los Presupuestos Generales del Estado en defensa del sector del carbón que presentó la oposición.
Murió el 4 de mayo de 2018.